# ヒュルル…1985
『ヒュルル…1985』（ WHISTLING…1985 ）は、1985年に製作された日本映画。 監督は『二十才の微熱』の橋口亮輔。1986年の第9回ぴあフィルムフェスティバル（PFFアワード）にて604本の中から入賞した。
自主映画を作る若者達を描きながら、監督自ら主役をつとめ、女性との淡い恋も描かれる。

## キャスト
- 橋口亮輔
- 渡辺るみ子

## 上映
- 2005年（第14回）東京国際レズビアン&ゲイ映画祭（7月16日）[3]同時上映は『ファ』
- 2008年日本インディペンデント映画史シリーズ①PFF30回記念ぴあフィルムフェスティバルの軌跡vol.1（7月5日・10日）[4]